# 스바루 라이버드
스바루 라이버드는 스바루가 생산하고 있는 스포츠카로, 초속변형 자이로제타에서 등장하는 가상과 현실을 합친 차량이다.

## 1세대(ZR)
2012년 10월 2일에 초속변형 자이로제타에 등장하는 차종으로 출시되었으며, 역시 프로젝트명도 ZR이다. 가상 차량은 변신을 하지만, 실제 차량은 변신을 못하게 되었다. 가격은 대형차니까 15억으로 추정.

## 2세대
2013년에 초속변형 자이로제타가 종방이 되었으며, ZR이라는 프로젝트 역시 사라지고 풀 체인지가 감소하였다. 2018년 3월에 출시되었고, 기존 차량과 완전히 다른 모습으로 보이게 되었다. 더 자세한것은 추가바람.

## 미디어 속 라이버드
위에 초속변형 자이로제타에서 등장한다.